# Gyretes leionotus
Gyretes leionotus là một loài bọ cánh cứng trong họ van Gyrinidae. Loài này được Dejean miêu tả khoa học năm 1836.